# Hector Hanoteau

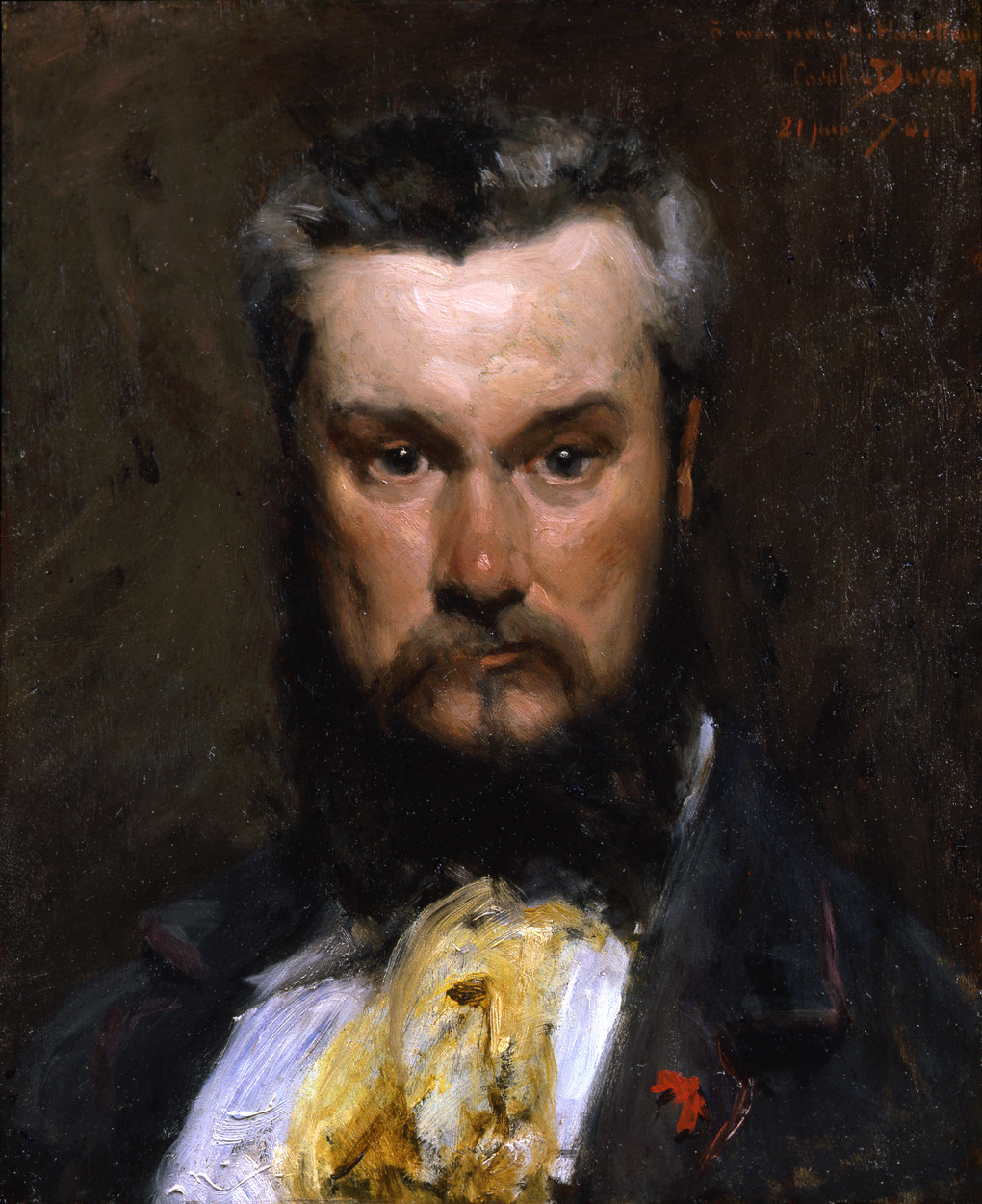
Hector Hanoteau, porträtterad av Carolus-Duran, 1870.

Hector Charles Auguste Octave Constance Hanoteau, född den 25 maj 1823 i Decize (departementet Nièvre), död den 7 april 1890 i Briet (departementet Nièvre), var en fransk landskapsmålare.
Hanoteau målade bäst mellersta Frankrikes natur. Han är representerad i Luxembourgmuseet. 